# Bertus van Lier
Lambertus (Bertus) van Lier (Utrecht, 10 september 1906 - Roden, 14 februari 1972) was een Nederlands componist, dirigent,  muziekwetenschapper, journalist en vertaler.

## Levensloop
Bertus van Lier werd geboren als zoon van Alfred Johan Salomon van Lier en Cornelia Geertruida Guldensteeden Egeling. Hij is een broer van Trui van Lier en een neef van Truus van Lier.
Van Lier kreeg zijn eerste muziekonderricht in theorie en cello op achtjarige leeftijd. Als leerling van het Utrechts Stedelijk Gymnasium raakte hij betrokken bij opvoeringen van Griekse tragedies. Voor één daarvan had zijn latere leraar compositie Willem Pijper toneelmuziek gecomponeerd. Na zijn eindexamen studeerde Van Lier cello bij Max Oróbio de Castro aan het Amsterdamsch Conservatorium en daarnaast van 1926 tot 1932 compositie bij Willem Pijper. In 1933 sloot hij zijn studie af met lessen orkestdirectie bij Hermann Scherchen in Straatsburg.
In 1938 werd hij hoofdleraar compositie aan het Utrechts Conservatorium, in 1945 aan het Toonkunst Conservatorium van Rotterdam en in 1953 aan het Amsterdams Muzieklyceum. Onder zijn leerlingen bevonden zich Robert Heppener en Bart Berman.
Vanwege zijn Joodse vader moest Van Lier zich kort na de Duitse bezetting van mei 1940 terugtrekken uit de muziekwereld. Later dook hij onder om te ontkomen aan de Jodenvervolging.
Na de bevrijding werd hij met regelmaat uitgenodigd als gastdirigent, onder meer met het Concertgebouworkest en bij verschillende radio-orkesten. Als dirigent was hij vooral bekend om zijn jaarlijkse uitvoeringen van Bachs Matthäus Passion met een speciaal orkest, waarbij de befaamde tenor Peter Pears optrad als evangelist. Op uitnodiging van Benjamin Britten voerde hij deze ook uit tijdens het Aldeburgh Festival van 1950. Van Lier behoorde tot de eersten die deze muziek uitvoerden in kleine bezetting en was daardoor een pionier van de authentieke uitvoeringspraktijk. Bij het Holland Festival van 1956 gaf hij leiding aan het Nederlands Kamerorkest.
Vele jaren schreef Van Lier recensies en artikelen, voor de oorlog voor het Utrechts Nieuwsblad en het NRC Handelsblad en na de oorlog, tot 1960, voor Het Parool. Hiernaast vertaalde hij twee tragedies van Sofokles, Aias en Antigone. Voor deze laatste vertaling ontving hij de Martinus Nijhoff-prijs voor de beste vertaling van een literair werk naar het Nederlands in 1955 voor zijn vertaling van Antigone van Sofokles.
In 1960 aanvaardde Van Lier de benoeming van wetenschappelijk hoofdambtenaar voor de kunstgeschiedenis aan de Rijksuniversiteit Groningen, waar hij muziekwetenschap doceerde. In 1964 verleende men hem een eredoctoraat en in 1966 werd hij tot lector benoemd. Van 1961 tot 1971 dirigeerde hij het studentenorkest Bragi en bracht dit tot bloei.
Vanaf 1968 was hij ziek en kwam hij niet meer toe aan componeren. Hij overleed op 65-jarige leeftijd in zijn woning in Roden in Drenthe. Zijn oud-student Robert Heppener sprak in zijn herdenkingsrede voor de Groningse universiteit over een "uomo universale".

## Werk
Van Liers composities kenmerken zich door een uiterst persoonlijk idioom, dat tot uiting komt door polyfone lijnen en een spel met ritme en metrum. Zijn inaugurele rede bij zijn benoeming tot lector aan de Rijksuniversiteit Groningen (1966) was dan ook getiteld Ritme en Metrum. Als er sprake zou zijn van invloed, is die vooral van Johann Sebastian Bach, wiens werk hij bijzonder goed kende. Deze invloed kwam onder meer tot uiting in Het Hooglied (1948) op tekst van het Bijbelboek: Bach citeert in de Matthäus Passion een tekst uit het Hooglied en Van Lier gebruikt dit citaat van Bach.
Van Lier geeft blijk van een grote belangstelling voor de zangstem. Hij componeerde liederen (met piano, klein ensemble of orkest) en koormuziek (a capella of met orkest). Daarnaast componeerde hij onder andere kamermuziek, toneelmuziek, drie symfonieën, een Symfonia (die hij niet '4de Symfonie' noemde), een Divertimento facile ('gemakkelijk' slaat hier op de toegankelijkheid voor publiek, maar niet voor de uitvoerenden) en Intrada reale e sinfonia festiva, gelegenheidsmuziek voor het bezoek van koningin Juliana bij het 350-jarig bestaan van de Groningse universiteit (het evenenement waarbij Van Lier zijn eredoctoraat ontving).
In zijn werken is ook een vroege en latere periode te herkennen. Van Liers naoorlogse composities zijn verinnerlijkt en ze bevatten veelal een mystieke component.

## Selectie uit de composities

### Orkestwerken
- Symfonie nr. 1 (1928)
- Symfonie nr. 2 (1930)
- Symfonie nr. 3 (in één deel) (1939, herzien 1945)
- Katharsis, symfonische balletmuziek (1945), voor Sonia Gaskell
- Concert voor fagot en orkest (1950)
- Symfonia (1954)
- Divertimento facile (1957)
- Concertante Muziek voor viool en hobo met orkest (1959)
- Intrada reale e Sinfonia festiva (1964)

### Andere werken
- Sonate pour une poupée voor piano (1925)
- Strijkkwartet (1928-29)
- Sonatine nr. 2 voor piano (1929-30)
- Sonate voor violoncello (1930)
- Deux poésies de Ronsard: Cependant que ce beau mois dure, Épitaphe voor koor (1931)
- Toneelmuziek bij Sofokles’ Aias (1932)
- Vier Liederen op gedichten van J.H. Leopold (1933)
- Kleine Suite voor viool en piano (1935)
- De Dijk, declamatorium op tekst van Jan Engelman (1937)
- A tfile fun a ghettojid (Jiddisch: Gebed van een ghettojood) op tekst van Kwiattkowska (1948)
- “Het Hooglied” voor solisten (sopr, tenor, bas), koor en orkest (1949)
- Toneelmuziek bij Sofokles’ Antigone (1952)
- Vier Hollandse Kwatrijnen op tekst van P.C. Boutens voor gemengd koor a capella (1956)
- Drie Oud-Perzische Kwatrijnen op teksten van P.C. Boutens voor sopraan, ob-a, fl-a, pf (1958)
- Eens voor zangstem en piano (1966); bewerkt door Hans Henkemans voor zangstem en 8 instrumenten (1972)

## Boekpublicaties (incompleet)
- Sophokles: Aias. Vertaald door Bertus van Lier. Querido, Amsterdam, 1938.
- Sophocles: Antigone. Vertaald door Bertus van Lier
- Buiten de maatstreep. Van Oorschot, Amsterdam, 1948, 173 p. (collectie uit zijn muziekkritieken)